# Pointe de la Torche
La Pointe de la Torche (en bretón: Beg an Dorchenn) es un promontorio que se encuentra localizado en el sureste de la Bahía de Audierne en la comuna de Plomeur, en el en pays Bigouden, departamento de Finistère, región de Bretaña, en Francia. Está oficialmente reconocido coo espacio natural. En la parte más alta, se encuentra un túmulo prehístorico coronado por dólmenes, todo ello registrado como monumento histórico. Así mismo, a lo largo del recorrido, se conservan también búnkeres alemanes de la Segunda Guerra Mundial. Es un lugar muy frecuentado entre los aficionados al surf.

## Galería

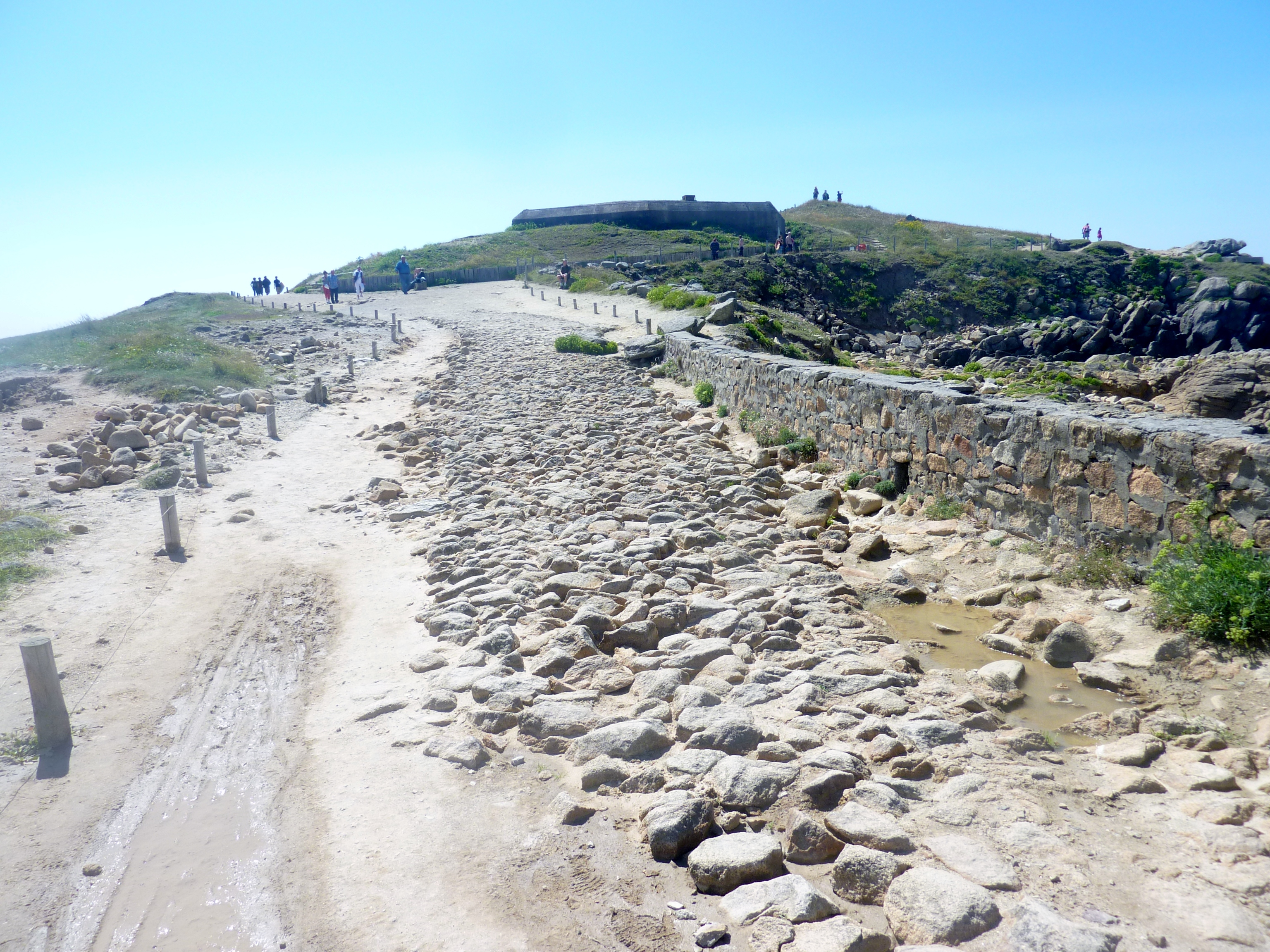
Antiguo camino hacia la Pointe de la Torche

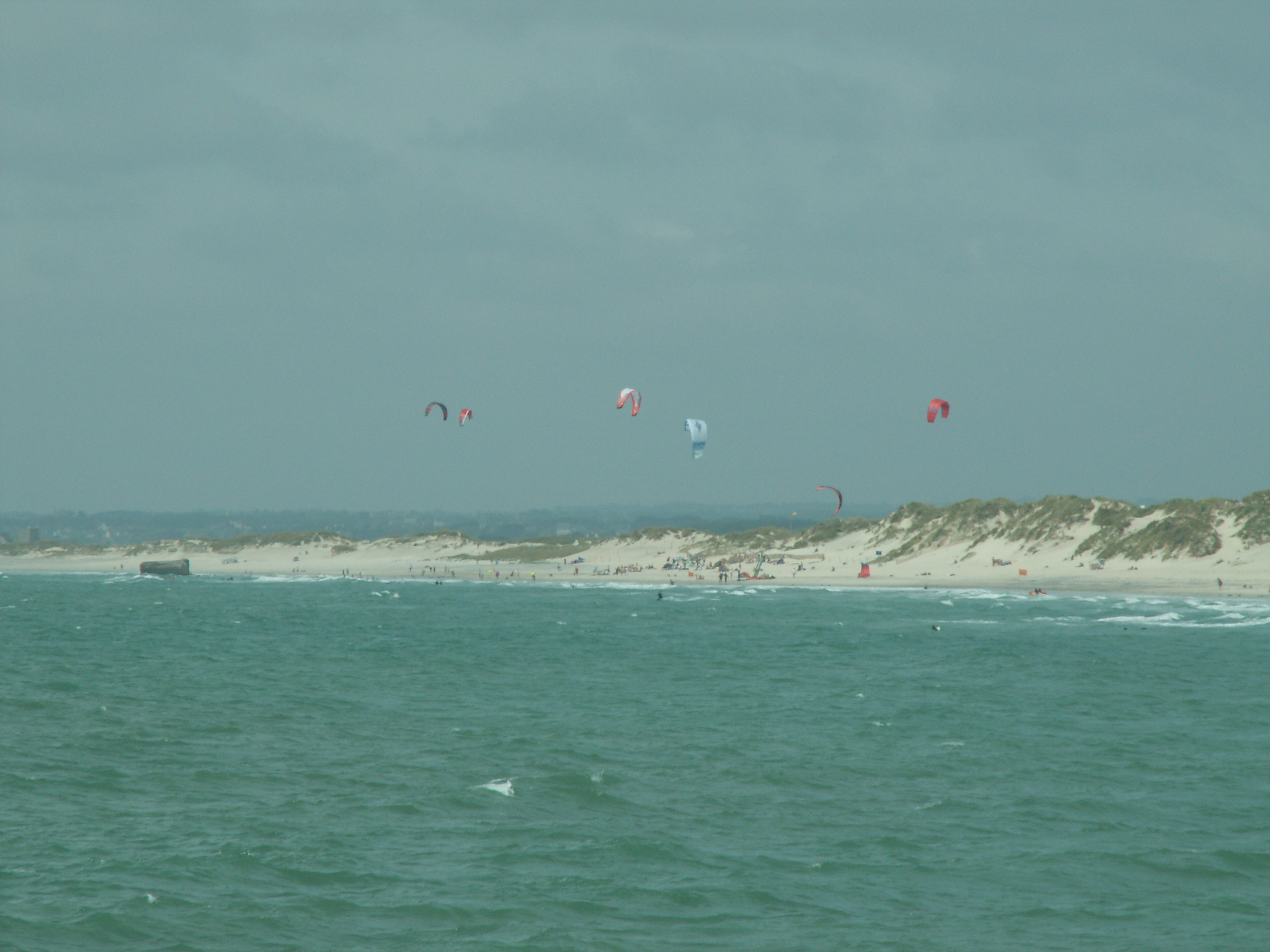
Playa de la torche

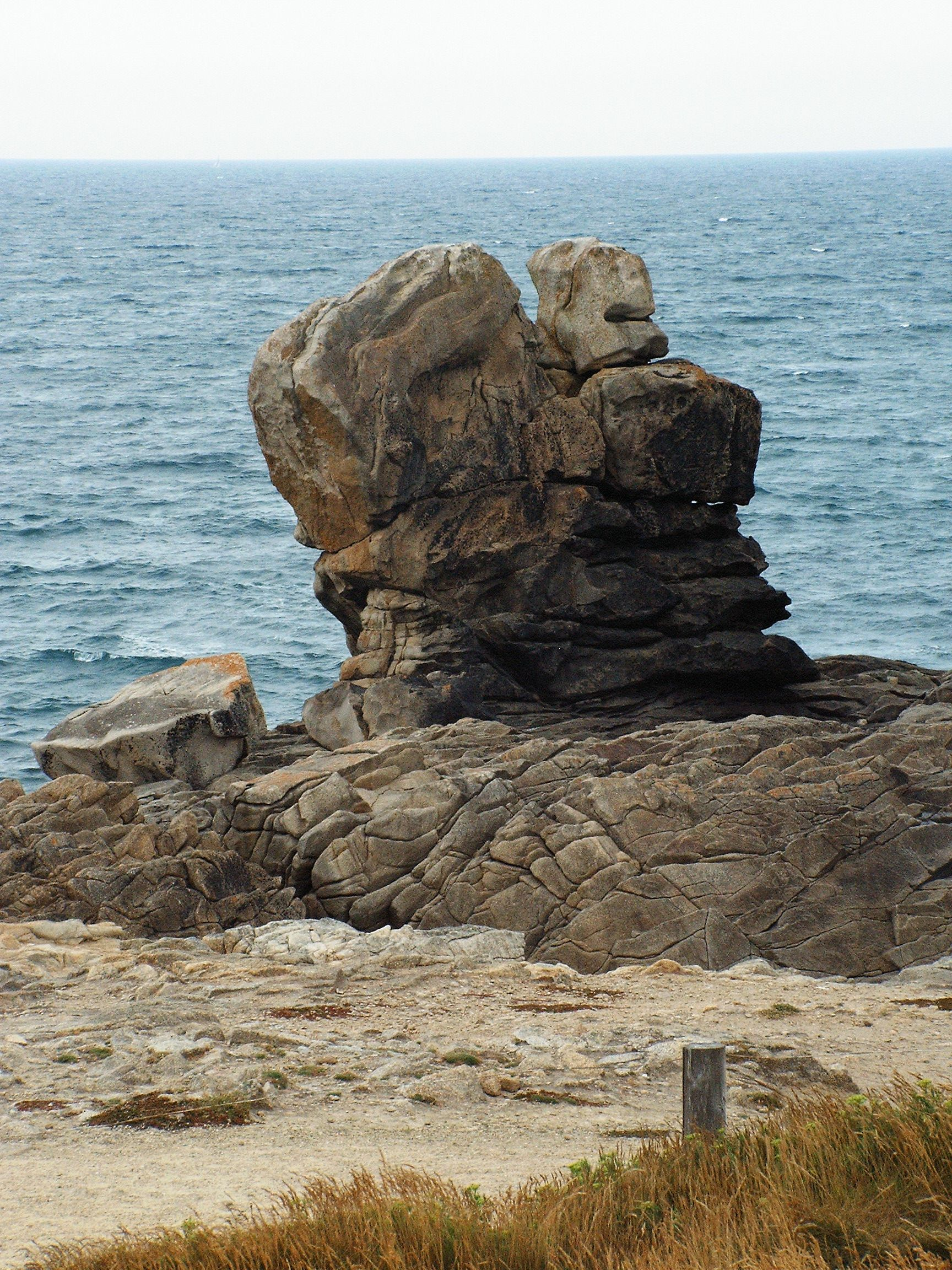
Roca llamada le Veilleur (el celador)